# Slipping
Lo slipping (scivolamento) è una tecnica usata nel pugilato simile al bob and weave. È considerata una delle quattro strategie difensive di base, insieme a bloccare, trattenere e afferrare. Viene eseguito spostando la testa su entrambi i lati in modo che i pugni dell'avversario scivolino sul pugile.

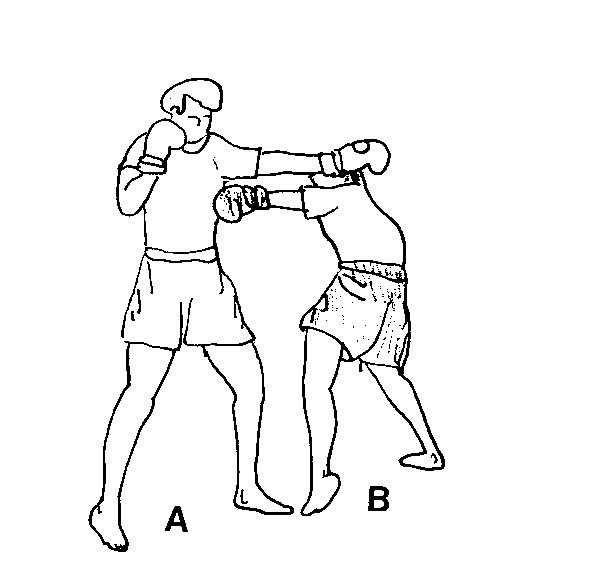
Scivolare verso l'esterno
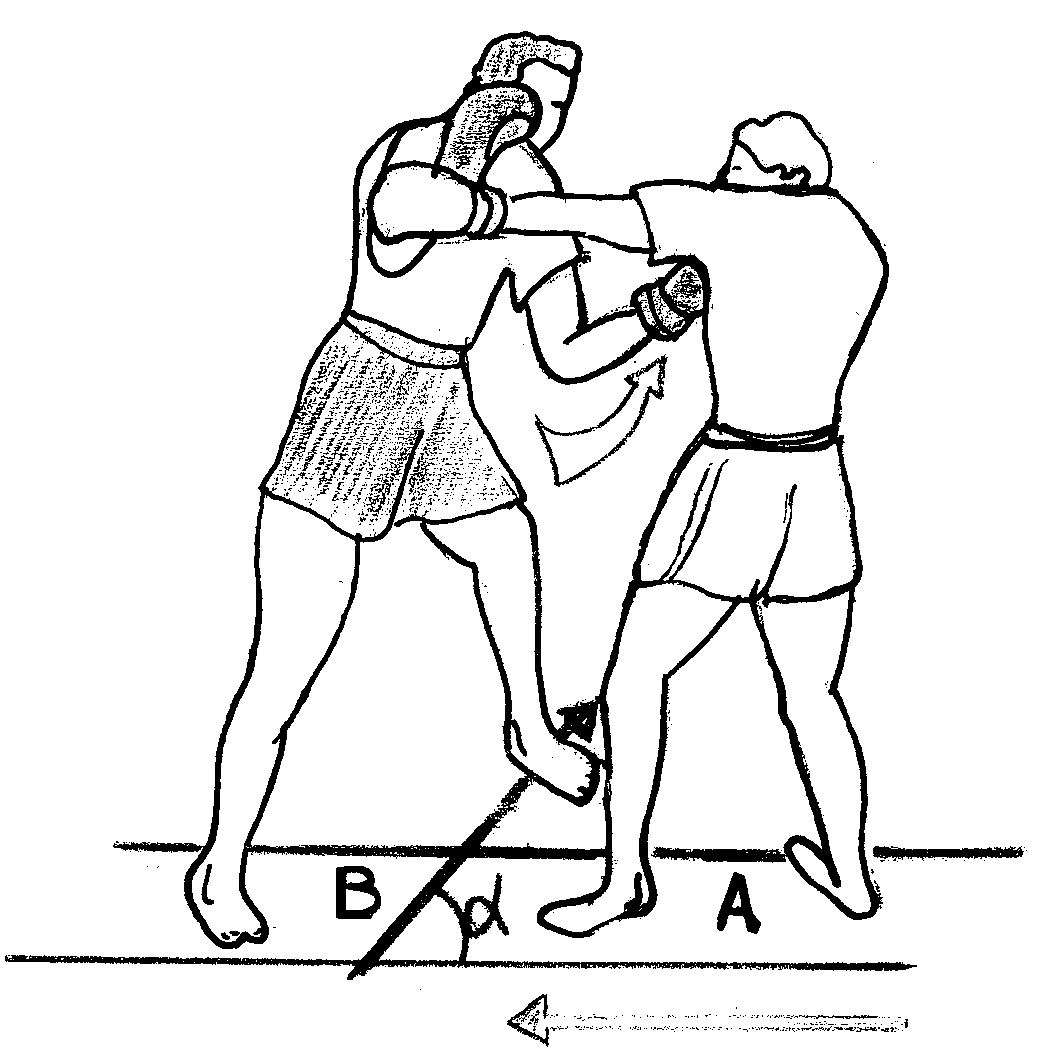
Scivolare verso l'interno